# Ausserbinn
Ausserbinn (walsertyska: Üsserbi) är en ort i kommunen Ernen i kantonen Valais, Schweiz. Orten var före den 1 oktober 2004 en egen kommun, men inkorporerades då tillsammans med Mühlebach och Steinhaus in i kommunen Ernen.